# Otto Kruger
Pour les articles homonymes, voir Kruger.
Otto Kruger, né le 6 septembre 1885 à Toledo, dans l'Ohio et mort le 6 septembre 1974 à Woodland Hills, dans le comté de Los Angeles, le jour de ses 89 ans, est un acteur américain.

## Biographie

### Enfance et jeunesse (1885-1915)
Né le 6 septembre 1885 à Toledo (Ohio), il était le fils de Bernard Alben Kruger et Elizabeth Winers Kruger, ainsi que le petit-neveu du pionnier et président Paul Kruger. Otto Kruger a été formé musicalement, mais a changé de carrière et est devenu acteur après avoir étudié l'ingénierie à l'université du Michigan.

### Carrière (1915-1964)
Il fait ses débuts à l'âge de 29 ans, à Broadway en 1915. Kruger est rapidement devenu une idole de matinée. Bien qu'il ait commencé à se faire remarquer au début des années 1920, c'est dans les années 1930 que sa carrière était à son apogée. Ses débuts dans le film sonore sont entrés dans Turn Back the Clock (1933), et il a fait une apparition dans le film La Passagère (1934).
Bien qu'il ait joué le héros à l'occasion pendant la majeure partie de sa carrière, il a joué le méchant principal, un homme d'affaires charmant ou corrompu. L'un de ses plus connus les rôles étaient dans le film Douglas Sirk, Le Secret magnifique (1954). Kruger a tenu le rôle de soutien du juge Percy Mettrick , qui exhorte en vain Will Kane à quitter la ville dans Le train sifflera trois fois (1952). Kruger est aussi connu pour jouer l'agent ennemi Tobin dans le film d'espionnage d'Alfred Hitchcock, Cinquième Colonne (1942) et le patron de la mafia Stevens dans le film noir 711 Ocean Drive (1950).
Kruger est apparu sous le nom de M. Hardecker dans After Dinner Story (diffusion du 26 octobre 1943; histoire de Cornell Woolrich) de la série d'émissions de radio   Suspense .

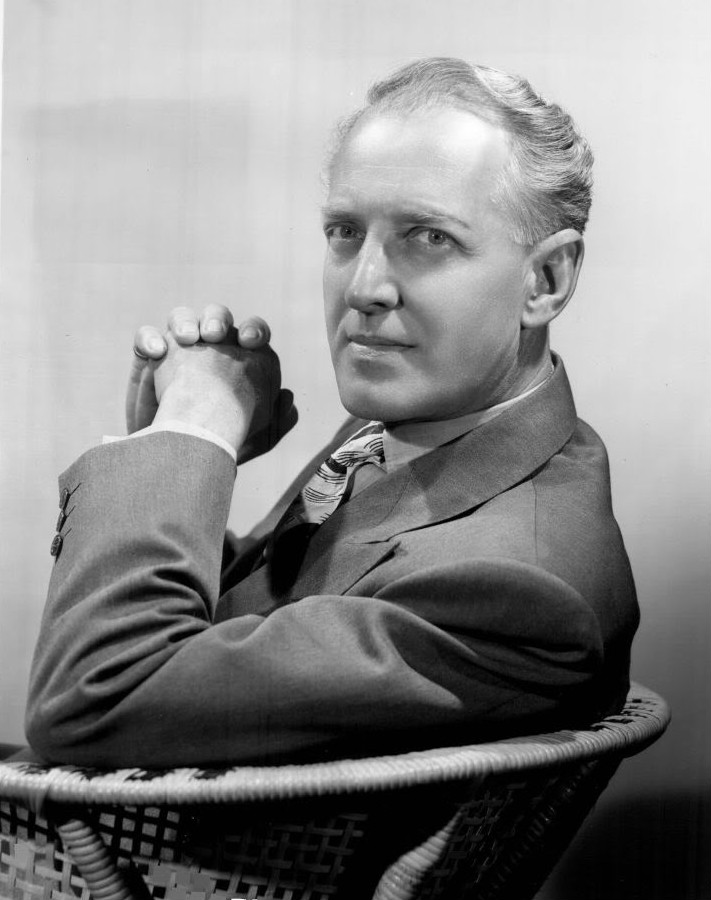
Otto Kruger en 1955

Ses rôles à la télévision comprenaient ceux du Dr Mumford dans l'épisode de 1959 Experiments in Terror de la série NBC science-fiction / aventure L'homme et le défi , et comme Franklyn Malleson Ghentin dans l'épisode de 1961 Un imbécile pour un client de James Whitmore ABC drame juridique,  La Loi et M. Jones.
Kruger a fait quatre apparitions sur CBS, Perry Mason. Dans ses deux premières apparitions, Le Cas du grand-père grognon (1961) et The Case of the Counterfeit Crank (1962), il a été choisi comme client de Mason, et dans les deux épisodes était le personnage principal. Le Cas du grand-père grognon (1961) - Bernard Kowalski - Synopsis, caractéristiques, humeurs, thèmes et sujets connexes Le cas de la manivelle contrefaite (1962) - Jerry Hopper - Synopsis, caractéristiques, humeurs, thèmes et connexes. Dans sa dernière apparition, il a joué le juge Norris dans Le Cas du bouton manquant (1964).

### Mort
Otto Kruger meurt le 6 septembre 1974 à la Maison de campagne de cinéma et de télévision à Woodland Hills (Californie), le jour de son 89e anniversaire.

## Vie privée
Le 20 mars 1920, Kruger a épousé l'actrice de Broadway Susan "Sue" MacManamy (1892-1976) qui a été la première épouse du pionnier de la photographie Gayne Rescher. 

## Filmographie
- 1915 : A Mother's Confession d'Ivan Abramson : Harold Patterson
- 1915 : The Runaway Wife de Kenean Buel : Arthur, fils d'Eastman
- 1915 : When the Call Came de Sidney M. Goldin
- 1918 : Around the Clock with a Sailor
- 1918 : Around the Clock with the Marines
- 1923 : Sous la robe rouge (Under the Red Robe) d'Alan Crosland : Henri de Cocheforet
- 1928 : The Home Girl d'Edmund Lawrence
- 1932 : Ladies Not Allowed de Joseph Santley
- 1933 : Turn Back the Clock d'Edgar Selwyn : Ted Wright
- 1933 : Beauty for Sale de Richard Boleslawski : Mr. Sherwood
- 1933 : Toujours dans mon cœur (Ever in My Heart) d'Archie Mayo : Hugo Wilbrandt
- 1933 : Un cœur, deux poings (The Prizefighter and the Lady) de W. S. Van Dyke et Howard Hawks : Willie Ryan
- 1933 : Femme d'honneur (Gallant Lady) de Gregory La Cava : Phillip Lawrence
- 1933 : The Women in His Life de George B. Seitz : Kent 'Barry' Barringer
- 1934 : Le Maître du crime (The Crime Doctor) de John S. Robertson : Dan Gifford
- 1934 : Les Hommes en blanc (Men in White), de Richard Boleslawski : Dr Levine
- 1934 : Paris Interlude d'Edwin L. Marin : Samuel R. 'Sam' Colt
- 1934 : L'Île au trésor (Treasure Island) de Victor Fleming : Dr Livesey
- 1934 : Springtime for Henry de Frank Tuttle : Henry Dewlip
- 1934 : La Passagère (Chained) de Clarence Brown : Richard I. Field
- 1935 : Vanessa, son histoire d'amour (en) (Vanessa: Her Love Story) de William K. Howard : Ellis Herries
- 1935 : Two Sinners d'Arthur Lubin : Henry Vane
- 1936 : Lady of Secrets de Marion Gering : David
- 1936 : Le Crime du docteur Norton (Living Dangerously) de Herbert Brenon : Dr Stanley Norton
- 1936 : La Fille de Dracula (Dracula's Daughter) de Lambert Hillyer : Dr Jeffrey Garth
- 1937 : Glamorous Night : King Stefan
- 1937 : La ville gronde (They won't forget) : Michael Gleason
- 1937 : Counsel for Crime : William Mellon
- 1937 : The Barrier : Stark
- 1938 : Star of the Circus : Garvin
- 1938 : Housemaster : Charles Donkin
- 1938 : I Am the Law : Eugene Ferguson
- 1938 : Exposed de Harold D. Schuster : William Reardon
- 1938 : Thanks for the Memory de George Archainbaud : Gil Morrell
- 1939 : The Gang's All Here : Mike Chadwick
- 1939 : Disbarred : Tyler Craden
- 1939 : Black Eyes : Ivan Ivanovich Petroff
- 1939 : The Zero Hour : Julian Forbes
- 1939 : A Woman Is the Judge : Steven Graham
- 1939 : Scandal Sheet : Jim Stevenson
- 1939 : Nick joue et gagne (Another Thin Man) de  W. S. Van Dyke : Assistant District Attorney Van Slack
- 1940 : La Balle magique du Docteur Ehrlich (Dr Ehrlich's Magic Bullet) : Dr Emil Von Behring
- 1940 : Seventeen de Louis King : Sylvanus Baxter
- 1940 : The Man I Married : Heinrich Hoffman
- 1940 : Une dépêche Reuter (A Dispatch from Reuter's) : Dr Magnus
- 1941 : The Big Boss : Jim Maloney
- 1941 : Mercy Island : Dr Sanderson
- 1941 : La Rose blanche (The Men in Her Life), de Gregory Ratoff : Victor
- 1942 : Cinquième Colonne (Saboteur), d'Alfred Hitchcock  : Charles Tobin
- 1942 : Friendly Enemies : Anton Miller
- 1942 : Secrets of a Co-Ed : James Reynolds
- 1943 : Les Enfants d'Hitler (Hitler's Children) : colonel Henkel
- 1943 : Power of the Press : Howard Raskin
- 1943 : Corregidor : Dr Jan Stockman
- 1943 : Night Plane from Chungking : Albert Pasavy
- 1943 : Le Mystère de Tarzan (Tarzan's Desert Mystery) : Heinrich, alias Paul Hendrix
- 1944 : Knickerbocker Holiday : Roosevelt
- 1944 : La Reine de Broadway (Cover Girl) de Charles Vidor : John Coudair
- 1944 : They Live in Fear : Matthew Van Camp
- 1944 : Tempête sur Lisbonne (Storm Over Lisbon) de George Sherman : Alexis Vanderlyn
- 1944 : Adieu, ma belle (Murder, My Sweet) : Jules Amthor
- 1945 : Fuite dans la brume (Escape in the Fog) de Oscar Boetticher Jr. : Paul Devon
- 1945 : Earl Carroll Vanities : Earl Carroll
- 1945 : Le Grand John (The Great John L.) : Richard Martin
- 1945 : Le Joyeux Phénomène (Wonder Man) de H. Bruce Humberstone : District Attorney
- 1945 : The Chicago Kid : John Mitchell
- 1945 : The Jungle Captive : Mr. Stendahl
- 1945 : On Stage Everybody : James Carlton
- 1945 : L'Aventurière de San Francisco (Allotment Wives) : Whitey Colton
- 1945 : The Woman Who Came Back : Rev. Jim Stevens
- 1946 : The Fabulous Suzanne : Hendrick Courtney Sr.
- 1946 : Duel au soleil (Duel in the Sun) de King Vidor : Mr. Langford
- 1947 : Love and Learn : Andrew Wyngate
- 1948 : Smart Woman (en) d'Edward A. Blatt : D.A. Bradley Wayne
- 1948 : Lulu Belle de Leslie Fenton : Harry Randolph
- 1950 : 711 Ocean Drive de Joseph M. Newman : Carl Stephans
- 1951 : L'Ambitieuse (Payment on Demand) de Curtis Bernhardt : Ted Prescott
- 1951 : Rudolph Valentino, le grand séducteur (Valentino) de Lewis Allen : Mark Towers
- 1952 : Le train sifflera trois fois (High Noon) de Fred Zinnemann : juge Percy Mettrick
- 1954 : Le Secret magnifique (Magnificent Obsession)  de Douglas Sirk : Edward Randolph
- 1954 : La Veuve noire (Black Widow) de Nunnally Johnson : Gordon Ling, Nanny's Uncle
- 1955 : The Desert Song (TV) : General Birabeau
- 1955 : Quand le clairon sonnera (The Last Command) de Frank Lloyd : Steven F. Austin
- 1958 : The Colossus of New York d'Eugène Lourié : Dr William Spensser
- 1959 : Ce monde à part (The Young Philadelphians) de Vincent Sherman : John Marshall Wharton, Partner in Wharton / Biddle / Clayton Law Firm
- 1960 : Cet homme est un requin (Cash McCall) de Joseph Pevney : Will Atherson
- 1962 : Les Amours enchantées (The Wonderful World of the Brothers Grimm) de George Pal : The King ('The Singing Bone')
- 1963 : Bonanza saison 4 épisode 17 (L'Honneur d'un juge/Elegy for a Hangman) : Judge Harry Whitaker
- 1964 : Della de Robert Gist : Walter Garrick
- 1964 : Une vierge sur canapé (Sex and the Single Girl) de Richard Quine : Dr Marshall H. Anderson

## Distinctions et récompenses
- Kruger a été honoré de deux étoiles sur le Hollywood Walk of Fame; une pour la télévision et une pour le cinéma.